# Max Siebourg

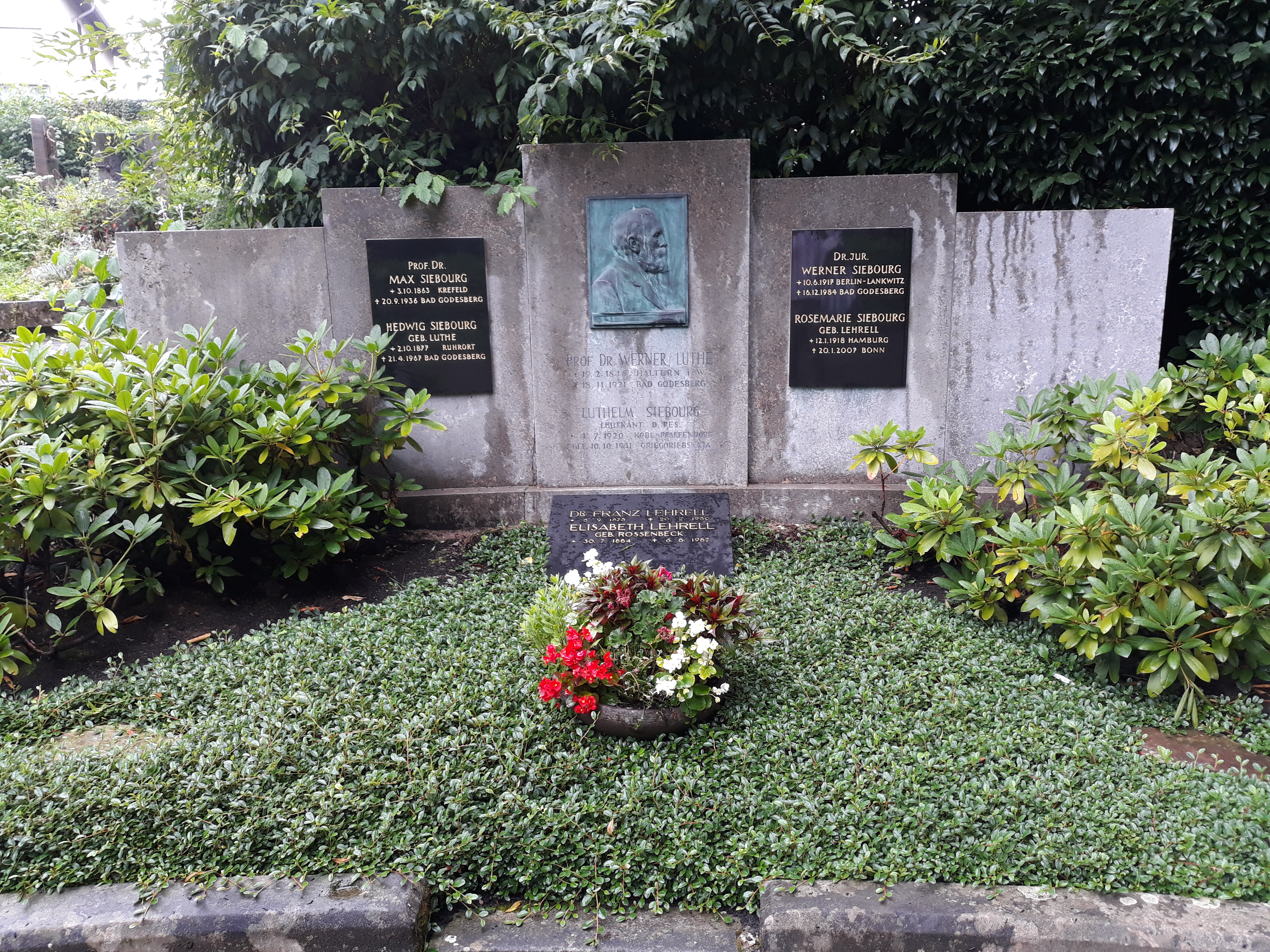
Das Grab von Max Siebourg und seiner Ehefrau hedwig geborene Luthe im Familiengrab seiner Schwiegereltern auf dem Burgfriedhof Bad Godesberg in Bonn

Max Siebourg (* 3. Oktober 1863 in Krefeld; † 20. September 1936 in Bad Godesberg) war ein deutscher Klassischer Philologe und Didaktiker.

## Leben
Max Siebourg, der Sohn des Kaufmanns Wilhelm Siebourg und der Anna geb. Steiger, besuchte das Städtische Gymnasium Krefeld und studierte von 1882 bis 1886 Klassische Philologie und Archäologie an der Universität Bonn bei Franz Bücheler und Hermann Usener. Er wurde Mitglied des Philologischen Vereins Bonn im Naumburger Kartellverband. Von 1884 bis 1886 arbeitete er als Amanuensis an der Universitätsbibliothek. Nach seiner Promotion mit der Dissertation De Sulevis, Campestribus, Fatis (10. August 1886) legte er am 5. März 1887 das Staatsexamen in den Fächern Latein, Griechisch, Deutsch, Philosophie und Geschichte ab. Von 1887 bis 1888 absolvierte er das Probejahr am Städtischen Gymnasium Krefeld, wo er anschließend als wissenschaftlicher Hilfslehrer angestellt wurde. Zum 1. April 1891 wurde er als Oberlehrer fest angestellt.
Neben seiner Tätigkeit am Gymnasium blieb Siebourg auch in der wissenschaftlichen Forschung aktiv. Für das Jahr 1896/1897 erhielt er ein halbes Reisestipendium des Deutschen Archäologischen Instituts, das ihm einen halbjährigen Aufenthalt in Italien und Griechenland ermöglichte. Zum 1. April 1898 wurde Siebourg an das Königliche Gymnasium zu Bonn versetzt.
Zum 1. April 1907 wurde Siebourg als Direktor an das Gymnasium zu Mönchengladbach berufen. Zum 1. April 1910 wechselte er an das Königliche Gymnasium zu Essen. Zum 1. Juli 1916 schied er aus dem Schuldienst aus und ging als Provinzialschulrat nach Berlin. 1919 wechselte er als Oberregierungsrat an das Provinzial-Schulkollegium in Koblenz, wo er 1924 zum Vizepräsidenten ernannt wurde. Gleichzeitig war er seit dem 1. März 1927 Honorarprofessor für Didaktik der Alten Sprachen an der Universität Bonn. Nach seiner Pensionierung zum 1. April 1931 zog er nach Bad Godesberg.
Neben seiner Tätigkeit im Schuldienst, in der Schulverwaltung und an der Universität war Siebourg auch als Fachwissenschaftler tätig. Ausgehend von seiner Dissertation über den Matronenkult publizierte er zahlreiche Untersuchungen über antike Inschriften und Kunstwerke des Rheinlands. Er war ab 1903 korrespondierendes Mitglied des Deutschen Archäologischen Instituts und Mitglied des Vereins von Altertumsfreunden im Rheinlande, dem er von 1932 bis 1934 als Präsident vorstand.
Von Juli 1917 bis 1930 war Siebourg gemeinsam mit Paul Lorentz Herausgeber der Monatsschrift für höhere Schulen, in der er selbst zahlreiche Aufsätze veröffentlichte. 1929 begründete er die Reihe Beihefte zur Monatsschrift für höhere Schulen.
Max Siebourg war verheiratet mit Hedwig geb. Luthe. Ihr Sohn war der Unternehmer Werner Siebourg (1917–1984), von 1948 bis 1983 Vorstandsmitglied der Union Rheinische Braunkohlen Kraftstoff AG.

## Schriften (Auswahl)
- De Sulevis, Campestribus, Fatis. Bonn 1886 (Dissertation)
- Kants Lehre von der Causalität nach seiner zweiten Analogie der Erfahrung. Krefeld 1890
- Akropolis und Forum Romanum. Wandgemälde in der Aula des Gymnasiums zu M. Gladbach von M. Roeder in Rom. Mönchengladbach 1908
- mit Josef Kuckhoff: Deutsche Lebensfragen. Kriegshefte für die deutsche Jugend, zunächst für die staatsbürgerliche Belehrung in den mittleren und oberen Klassen der höheren Lehranstalten und in verwandten Schulen im Hinblick auf die gewaltigen Ereignisse der Gegenwart. Leipzig 1915
- Die innere Weiterbildung unserer höheren Schulen. Leipzig 1917
- mit Ludwig Mader: Lateinischer Lehrgang. Teil 5: Lateinische Schulgrammatik. Berlin 1928. 3., verbesserte Auflage 1931. 5. Auflage 1937